# Jiří Kolář

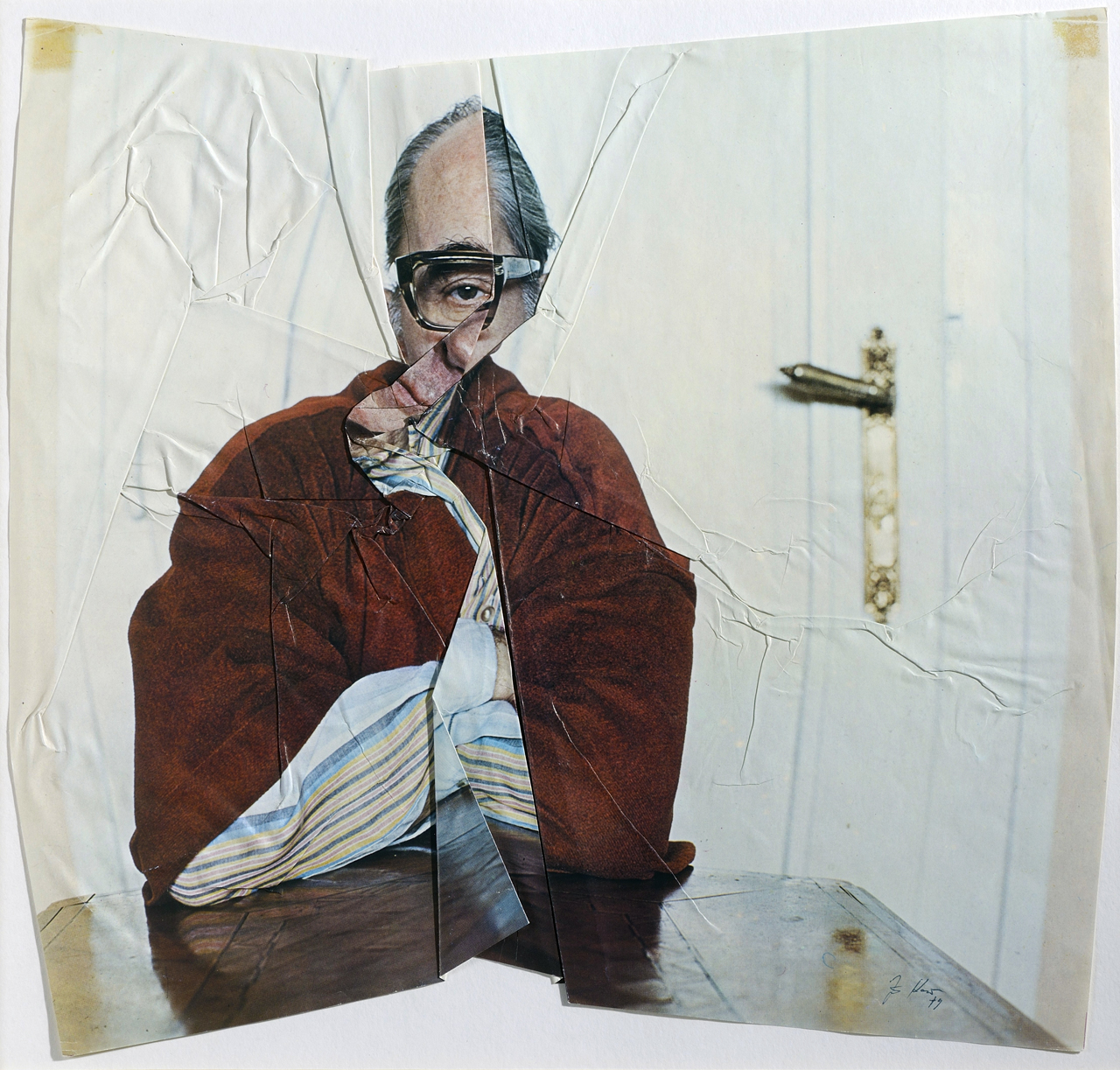
Jiří Kolář, Autoportrét (1971), muchláž

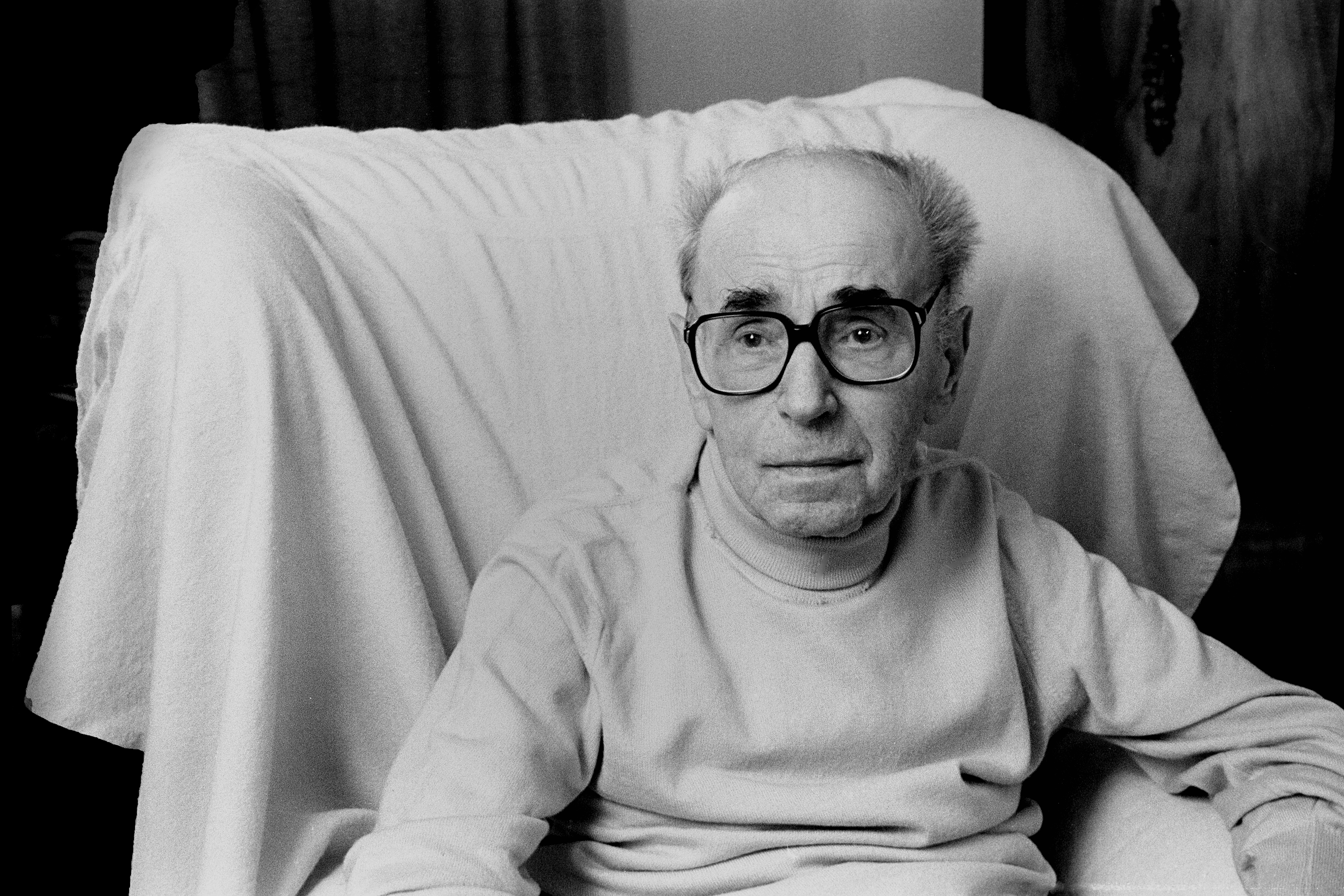
Jiří Kolář, foto Hana Hamplová (2002)

Jiří Kolář (24. září 1914 Protivín – 11. srpna 2002 Praha) byl básník, autor experimentální a vizuální poezie, dramatik, překladatel, sběratel umění a mecenáš samizdatové literatury a mladých umělců. Je jedním z nejvýznamnějších českých výtvarníků a autorem mnoha originálních výtvarných technik.

## Život
Jiří Kolář se narodil v chudé rodině švadleny a pekaře a mládí prožil na Kladně. Již od sedmi let, kdy začal pomáhat v pekárně, byl zvyklý pracovat manuálně. Chtěl se stát sazečem v tiskárně, v době hospodářské krize však nepřijímali nové učně, a proto se nakonec vyučil truhlářem u souseda, který bydlel naproti. Jako učeň četl poezii, v šestnácti letech objevil moderní básníky (Jaroslav Seifert, F. T. Marinetti) a začal psát vlastní texty. Ve třicátých letech vystřídal řadu zaměstnání (truhlář, přidavač na stavbě, hlídač, číšník, pomocník v řeznictví a holírně, ošetřovatel, kolportér, ad.) a často žil pouze z podpory v nezaměstnanosti. Roku 1937 vystavil své koláže v divadle E. F. Buriana.
První básně poslal Františku Halasovi, který redigoval v nakladatelství Václava Petra knihovničku debutů. Sbírka veršů vyšla pod názvem Křestný list roku 1941. Halas seznámil Koláře s Jindřichem Chalupeckým a pokusil se ho uvést mezi mladé literáty.
Za války Jiří Kolář pracoval jako truhlář, pak na nucené práci jako traťový dělník, na konci války v kladenské hospodě. Spolu s Jindřichem Chalupeckým založil roku 1942 Skupinu 42 a jeho texty se staly manifestem skupinové estetiky.
Koncem války se seznámil s Bělou Helclovou a roku 1949 s ní uzavřel sňatek.
Na jaře 1945 vstoupil do KSČ, ale po bližším obeznámení s poměry ve straně z ní ještě téhož roku v srpnu zase vystoupil.
Byl členem Umělecké besedy a roku 1947 vedl její literární odbor. Prosadil zde publikaci jediné sbírky vydané za života Jana Hanče – Události. Do roku 1949 byl redaktorem v družstvu Dílo. Skupina 42 se rozpadla poté, co Ivan Blatný emigroval a někteří členové vstoupili do KSČ.
Po únoru 1948 byl Kolář označen za reakcionáře a v roce 1950 jej kolegové ze Svazu spisovatelů častovali přívlastky přisluhovač imperialismu, kosmopolitická hyena, literární zrůda, apod. Za další dva roky jej zatkla StB, když u literárního historika profesora Václava Černého při domovní prohlídce nalezla Kolářův rukopis básnické sbírky Prométheova játra. Kolář byl vyslýchán a strávil devět měsíců ve vazbě, než byl propuštěn díky prezidentské amnestii.
Kolář již od konce 40. let podporoval některé výtvarníky (Alén Diviš, Bohuslav Reynek, Josef Váchal) nebo své přátele z okruhu literátů. Roku 1956 vydal strojopisný almanach Život je všude, kde debutovali Josef Škvorecký, Jan Zábrana, Václav Havel nebo Bohumil Hrabal, a téhož roku věnoval svůj honorář na vydání Hrabalovy prvotiny Hovory lidí ve Spolku českých bibliofilů.
Kolář podporoval zejména výtvarníky, s nimiž se přátelsky stýkal (Mikuláš Medek, Ladislav Novák, Václav Boštík, Vladimír Fuka), a také kolegy ze Skupiny 42 a Skupiny Křižovatka. Kupoval ale i díla mladých debutujících umělců z neoficiálních výstav, jako byla výstava na Střeleckém ostrově (Jan Koblasa, Bedřich Dlouhý, 1957), nebo obě výstavy Konfrontace roku 1960 (Antonín Tomalík, Jiří Valenta, Čestmír Janošek, Antonín Málek, Josef Hampl, Zdeněk Beran). Pro Vladimíra Boudníka, který se seznámil s Jiřím Kolářem roku 1959 prostřednictvím Jana Kotíka, byl Kolář klíčovou osobou, protože od něj postupně koupil kolem 90 grafik a zařídil jeho první zahraniční výstavy.
Kolář se koncem 50. let postupně rozešel s literaturou („Není třeba mluvit, abychom řekli své“), a přestal být existenčně závislý na ideologickém dozoru ve státních nakladatelstvích. Zprvu vedl fotografický deník, experimentoval s tzv. konkrétní (předmětnou nebo evidentní) poezií, slova nahrazoval objekty nebo obrázky a postupně přešel ke kolážím. Od roku 1963 vystavoval v zahraničí a byl zastoupen na řadě prestižních výstav – Between Poetry and Painting, London Inst. Contemporary Art, 1965, Documenta, Kassel, 1968, X. bienále Sao Paulo, 1969, Expo Ósaka, 1970, Guggenheimovo muzeum v New Yorku, 1975, 1979, 1985.
Od poloviny 60. let byl zcela nezávislý díky zájmu zahraničních galerií a sběratelů o jeho díla a mohl si dovolit podporovat zdejší literáty (Vladimír Burda) a výtvarníky (Radoslav Kratina, František Dvořák, Václav Hejna). Roku 1968 založil Cenu Jiřího Koláře, kterou sám uděloval (Eva Kmentová, 1976). Zprostředkoval také nákupy děl některých výtvarníků do zahraničních galerií.
V době tzv. normalizace, po sovětské okupaci 1968, sponzoroval vydávání samizdatové Edice Petlice a Ceny Edice Petlice. Patřil k prvním signatářům Charty 77.

### Emigrace
V roce 1979 získal roční stipendium v Západním Berlíně a roku 1980 na pozvání Centre Georges Pompidou přesídlil do Paříže s oficiálním povolením k prodloužení pobytu. Žádost o další roční prodloužení pobytu byla zamítnuta a Kolář se rozhodl zůstat v Paříži. Ředitel velké galerie Maeght-Lelong Kolářovi zařídil byt a ateliér a nabídl mu pravidelný příjem. Zde Kolář v březnu 1981 založil svůj další mecenášský projekt – francouzský čtvrtletník Revue K, věnovaný českému a slovenskému umění v exilu. Kolář zaměstnal jako asistenta malíře Romana Kameše a po sedmi letech, kdy se k časopisu přiřadila knižní edice, nakladatelství Kamešovi přenechal.
Roku 1982 byl Kolář v Československu odsouzen v nepřítomnosti k ročnímu vězení a ztrátě majetku. Za asistence Běly Kolářové, která se v té době marně pokoušela vycestovat za manželem, pomohl ředitel Jiří Kotalík převést část sbírky do Národní galerie a umožnil Kolářovi některá díla odkoupit, zbytek byl rozprodán. V roce 1984 dostal Kolář francouzské občanství. Běla Kolářová mohla odjet do Paříže až roku 1985. Po roce 1989 Kolář konfiskaci svého díla velkoryse legalizoval darovací smlouvou a proměnil ji v mecenášský dar.

### Návrat
Po Sametové revoluci Kolářovi obnovili styky s domovem a jezdili do Česka na návštěvy. V roce 1990 byla z iniciativy Jiřího Koláře, Václava Havla a Theodora Pištěka založena Cena Jindřicha Chalupeckého na paměť významného teoretika, který v červnu t.r. zemřel.
Objevily se vážné zdravotní problémy; Jiří Kolář prodělal dvakrát v životě mozkovou mrtvici. Po prvním ataku roku 1970, kdy ochrnul na polovinu těla, se uzdravil bez větších následků, ale druhý záchvat, který ho postihl roku 1998 ve věku 84 let, byl mnohem vážnější a už nikdy se z něj zcela nezotavil. Na radu lékařů se manželé Kolářovi definitivně přestěhovali zpět do Prahy, ale zde Kolář utrpěl úraz, po kterém byl upoután na lůžko a invalidní vozík. Znovu se učil chodit a pořizoval si alespoň stručné rukopisné poznámky formou deníku. Je z nich patrná celková deziluze ze situace české kultury, sdělovacích prostředků a politiky.
Bydlel v ulici Krymská ve Vršovicích. Zemřel v Praze 11. srpna 2002 ve věku 88 let.

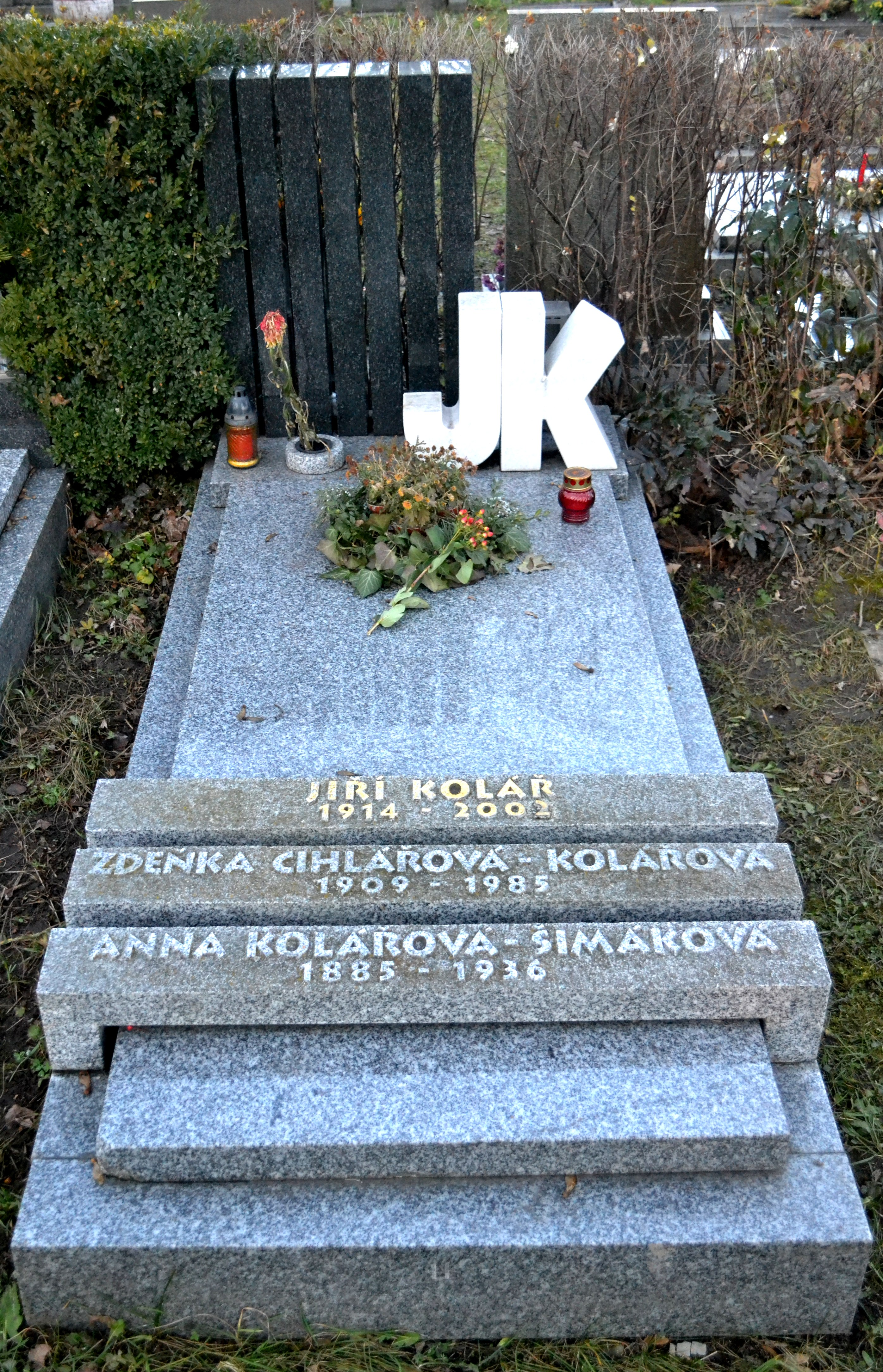
Hrob Jiřího Koláře na Vinohradském hřbitově v Praze

### Ocenění
- 1969 cena na bienále Sao Paulo
- 1971 Cena Johanna Gottfrieda von Herdera, Vídeňská Univerzita
- 1990 čestné občanství Hlavního města Prahy
- 1991  Řád Tomáše Garrigua Masaryka II. třídy
- 1991 Cena Jaroslava Seiferta
- 1999 Cena Hanse Thea Richtera, Saská akademie umění v Drážďanech

### Členství ve spolcích
- 1942–48 Skupina 42
- 1947 Umělecká beseda
- 1963 Skupina Křižovatka
- 1968 koordinační výbor uměleckých svazů
- 1980–89 český exil ve Francii

Signatář Charty 77

## Literární tvorba
Básně ve sbírce Křestný list jsou sestaveny jako literární koláž, kde autor vedle sebe klade nesouvisející útržky běžných hovorů a básnické obrazy a vytváří tak překvapivé básnické asociace. Následující tři sbírky jsou psány volným veršem a komponovány podle principů hudební skladby, která se složitostí podobá kantátě.
Nejzávažnější Kolářovo dílo je sbírka Prométheova játra. V textech klade velký důraz na morálku a odpor ke všem formám totalitní vlády, a proto byl za toto dílo vyslýchán StB a vězněn. Kniha je složena z několika na sobě víceméně nezávislých částí, z nichž za nejlepší bývá považována první – Rod Genorův. V ní jsou původní texty Ladislava Klímy a Zofie Nałkowské přepsány, rytmizovány do veršových řádků a poté vzájemně propojeny. Dějově se jedná o příběh z války, kdy umírá žena postřelená na útěku z transportu.
Do vydávání dalších Kolářových děl zasáhla po roce 1948 komunistická cenzura. Básně ve sbírce Dny v roce vydal Borový (1948), ale jejich protějšek – deníkové záznamy Roky ve dnech, které vydal o rok později, byly zabaveny. Kniha Očitý svědek střídá deníkové záznamy s verši a je chmurným záznamem beznaděje, který vrcholí popisy strašidelných snů.
Z básnické trilogie napsané v letech 1956–1957 vyšel pouze Mistr Sun o básnickém umění a ostatní části až s velkým časovým odstupem. Tématem textů je estetika poezie, vznešenost údělu básníka a jeho povinnost se mu obětovat.
Krátký návrat k literatuře koncem šedesátých let představuje knížka Návod k upotřebení. Obsahuje návody k malým poetickým akcím, spíše myšleným než prováděným. Kolář je nazýval „destatickou poezií“.
Souborné Dílo Jiřího Koláře vyšlo v 11 svazcích v letech 1992–2002 (ed. V. Karfík sv. 1–9, M. Topinka sv. 11) v nakladatelstvích Odeon, Český spisovatel, Mladá fronta, Paseka.

### Poezie a próza (řazeno podle data vzniku)
- 1941 Křestný list, edice První knížky, nakl. Václava Petra Praha, 1941
- 1941–44 Ódy a variace, družstvo Dílo Praha, 1946
- 1944–45 Limb a jiné básně, B. Stýblo Praha, 1945
- 1945 Sedm kantát, družstvo Dílo Praha, 1945
- 1946 Dny v roce, Fr. Borový Praha, 1948
- 1946 Roky ve dnech (dvakrát vysazeno a zabaveno, Fr. Borový, 1949, 1970), samizdatové vydání edice Petlice, 1975, Dílo Jiřího Koláře, Odeon Praha, 1992, BB Art Praha, 2003, ISBN 80-7257-973-8
- 1949 Očitý svědek, (deník z roku 1949), Severočeské nakl. Liberec, 1969, zabaveno, samizdatové vydání edice Petlice, 1975, K. Jadrný, München, 1983
- 1950 Prométheova játra, Čs. spisovatel Praha, 1970 – zabaveno, samizdatové vydání edice Expedice, 1979, Sixty eight Publishers, Toronto, 1985, Čs. spisovatel Praha, 1990
- 1954–57 Marsyas, Z pozůstalosti pana A, Vršovický Ezop, Česká suita (výbor vyšel jako Vršovický Ezop, nakl. Mladá fronta Praha, 1966), celý soubor Odeon Praha, 1993, ISBN 8020704787
- 1955 Přestupný rok (deníkové záznamy), nakl. Mladá fronta Praha, 1996, Dílo Jiřího Koláře sv. 6, Odeon Praha, ISBN 8020405771
- 1956–57 trilogie:

Mistr Sun o básnickém umění, Čs. spisovatel Praha, 1957
Černá lyra (výbor vyšel jako součást sbírky Vršovický Ezop, 1966), BB Art, 1997
Nový Epiktet, nakl. Mladá fronta Praha, 1968
- 1959–61 Básně ticha, jen soukromé tisky, bibliofilie 1965, 1970 náklad zabaven, Díla Jiřího Koláře, Čs spisovatel Praha, 1994, ISBN 80-202-0513-6
- 1962–63 Snad nic, snad něco, neverbální básně, rozhovory, Trigon Praha, 2001, ISBN 8086159302
- 1964 Náhodný svědek, nakl. Mladá fronta Praha, 1964
- 1965 Nedokončená, vyšlo jako Návod k upotřebení (1969)[9]
- 1969 Návod k upotřebení, nakl. Dialog Most, 1969
- 1975 Odpovědi (Imaginární interview), památce Jiřího Padrty, samizdatová edice Petlice, 1975, nakl. Index Kolín n. R., 1984
- 1983–85 Psáno na pohlednice I., přepis korespondence s Bělou Kolářovou, Mladá fronta, 1999, ISBN 80-204-0739-1
- 1985–87 Psáno na pohlednice II., korespondence formou deníku, nakl. Paseka, 2000, ISBN 80-7185-299-6
- 1998–2002 Záznamy, Nakladatelství Paseka Praha, 2002, ISBN 80-7185-535-9
- 2010 Zápisníky, rukopis, obsahuje deníkové záznamy z let 1968–2010[10]

### Divadelní hry
- 1958–61 Chléb náš vezdejší (podtitul: Jáma – Komedie prázdná omylů)
- 1958–61 Mor v Athénách

### Vizuální (evidentní) poezie

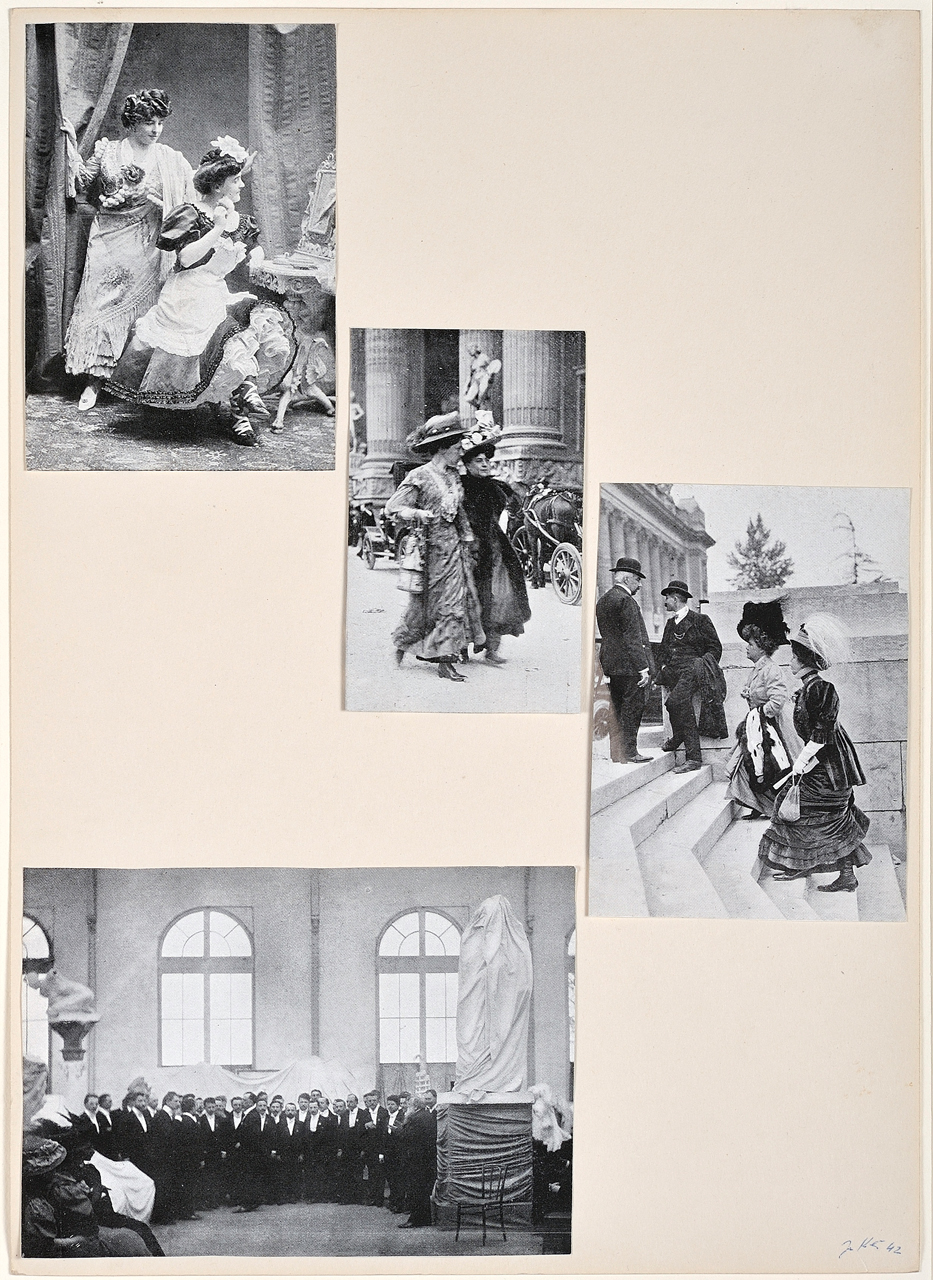
Jiří Kolář, Otevření výstavy (1942), raportáž
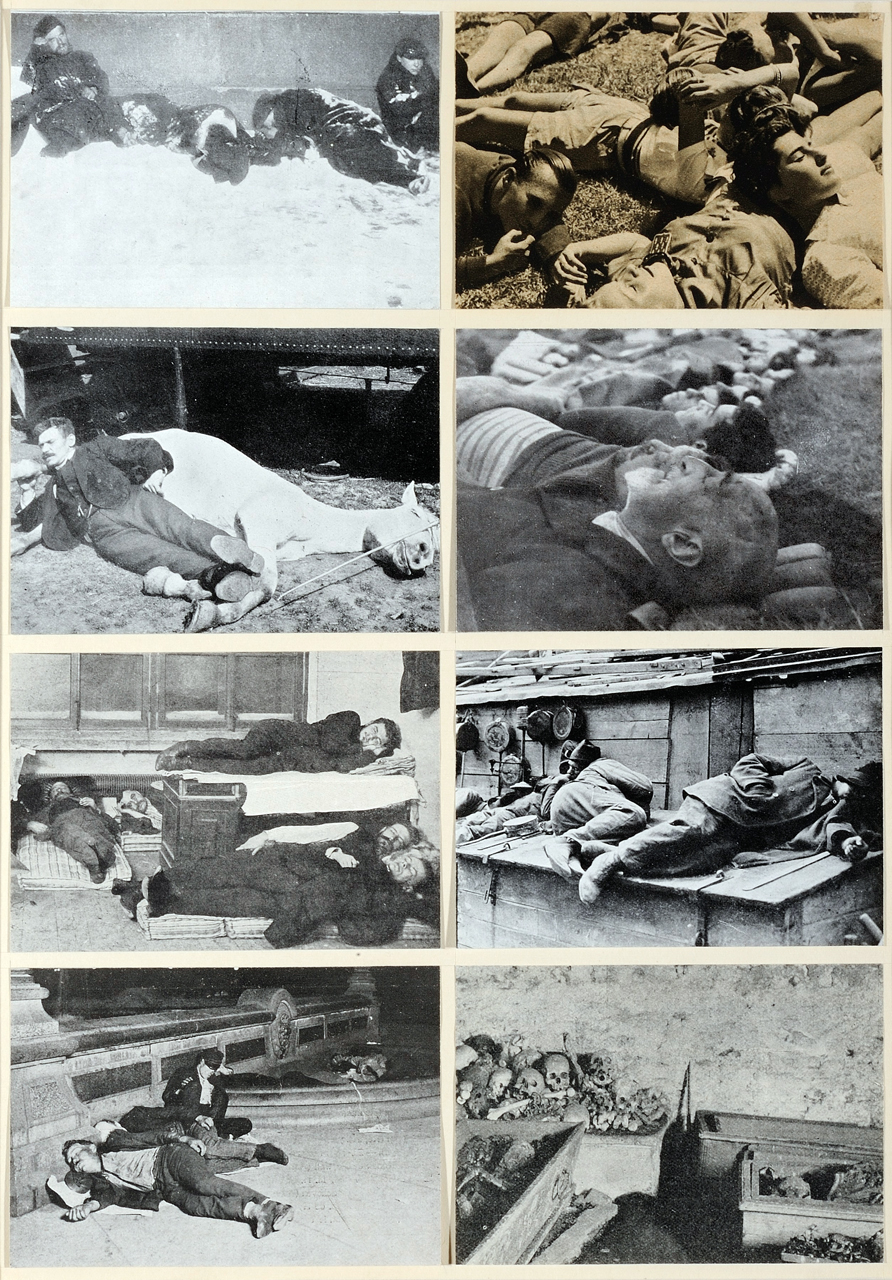
Jiří Kolář, Spáči (1952), konfrontáž
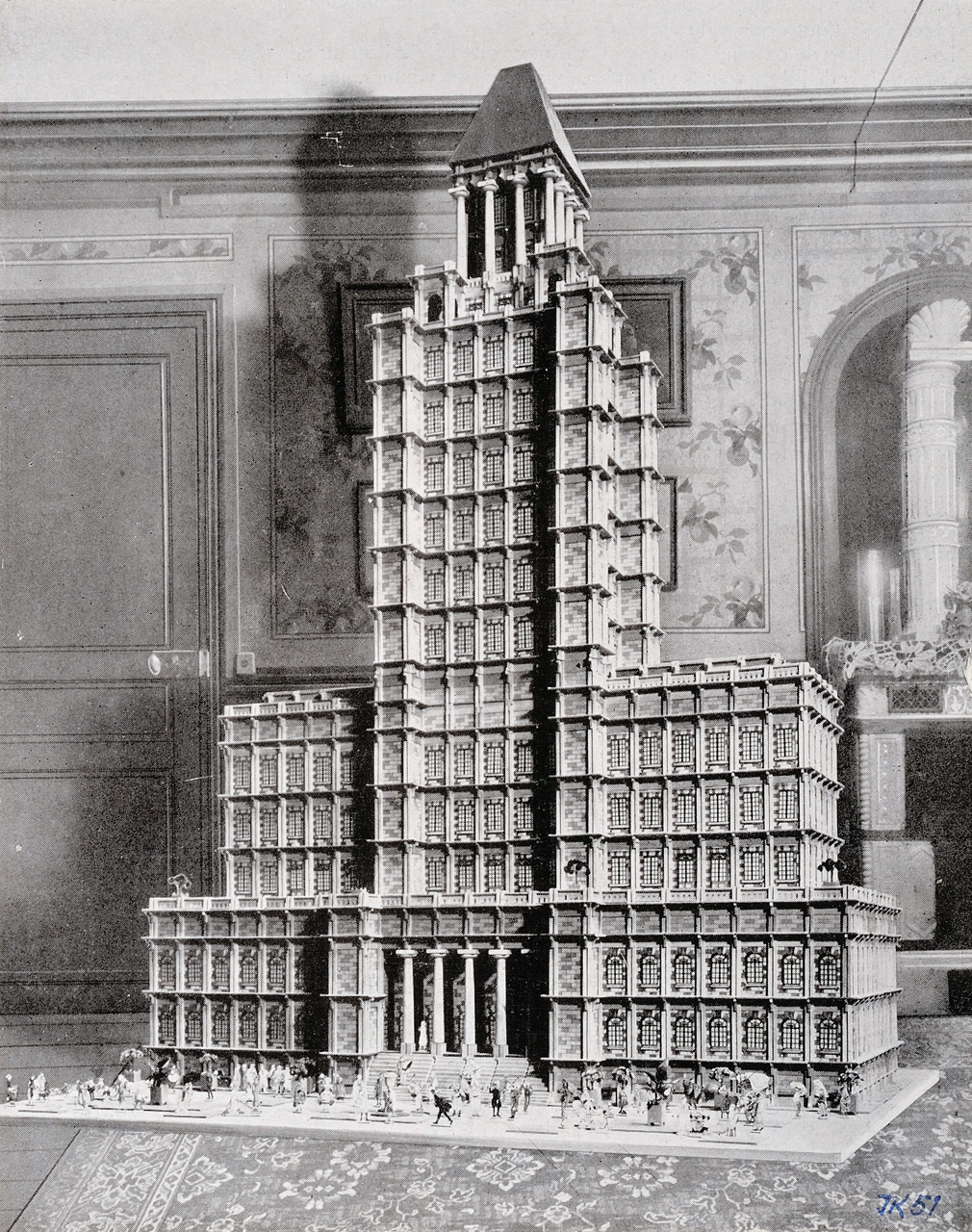
Jiří Kolář, Domácí mrakodrap (1951), antianatomie
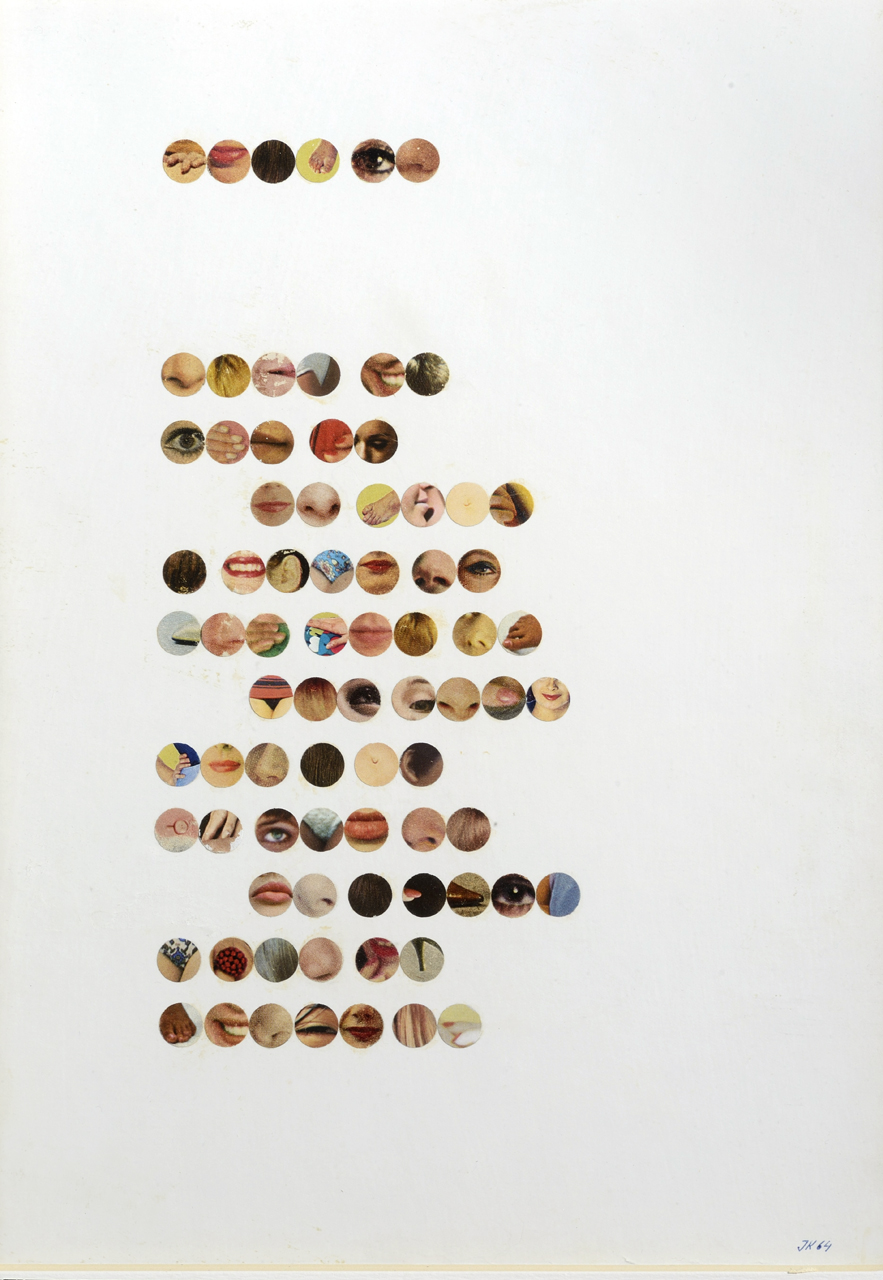
Jiří Kolář, Milostná báseň (1964), koláž – evidentní poezie

## Výtvarné dílo

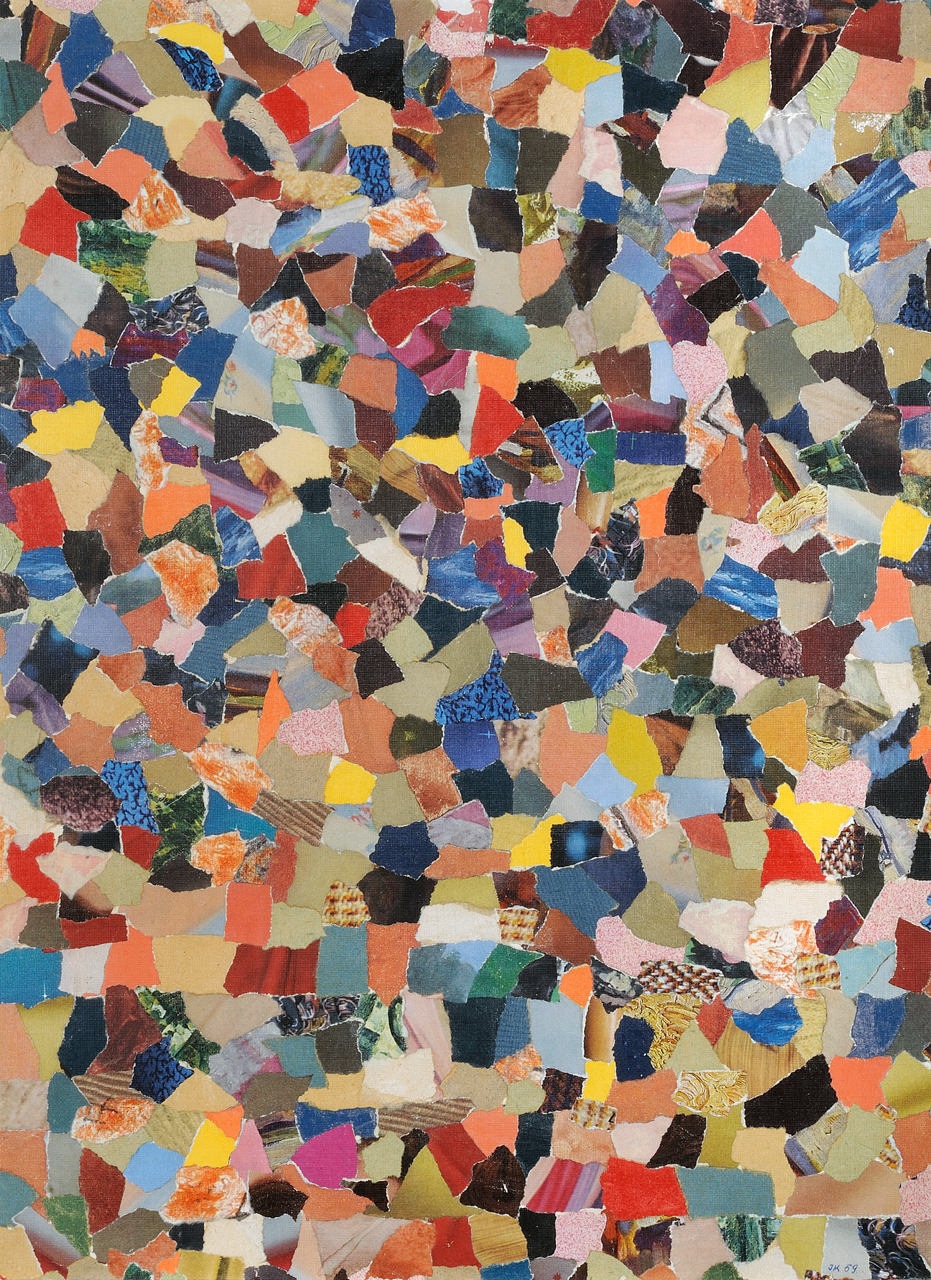
Jiří Kolář, V plném slunci (1959), koláž
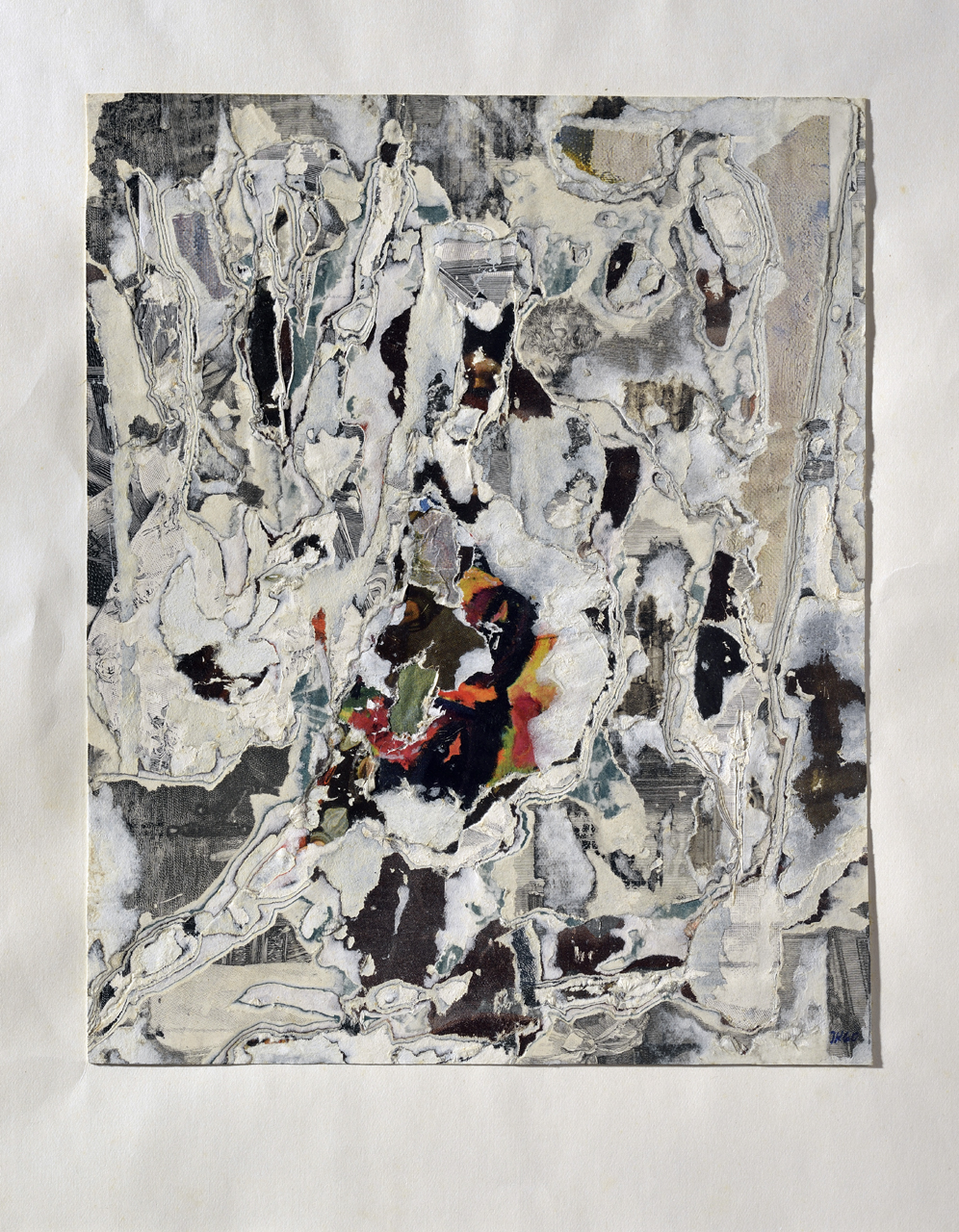
Jiří Kolář, Sklopená tvář (1960), stratifie
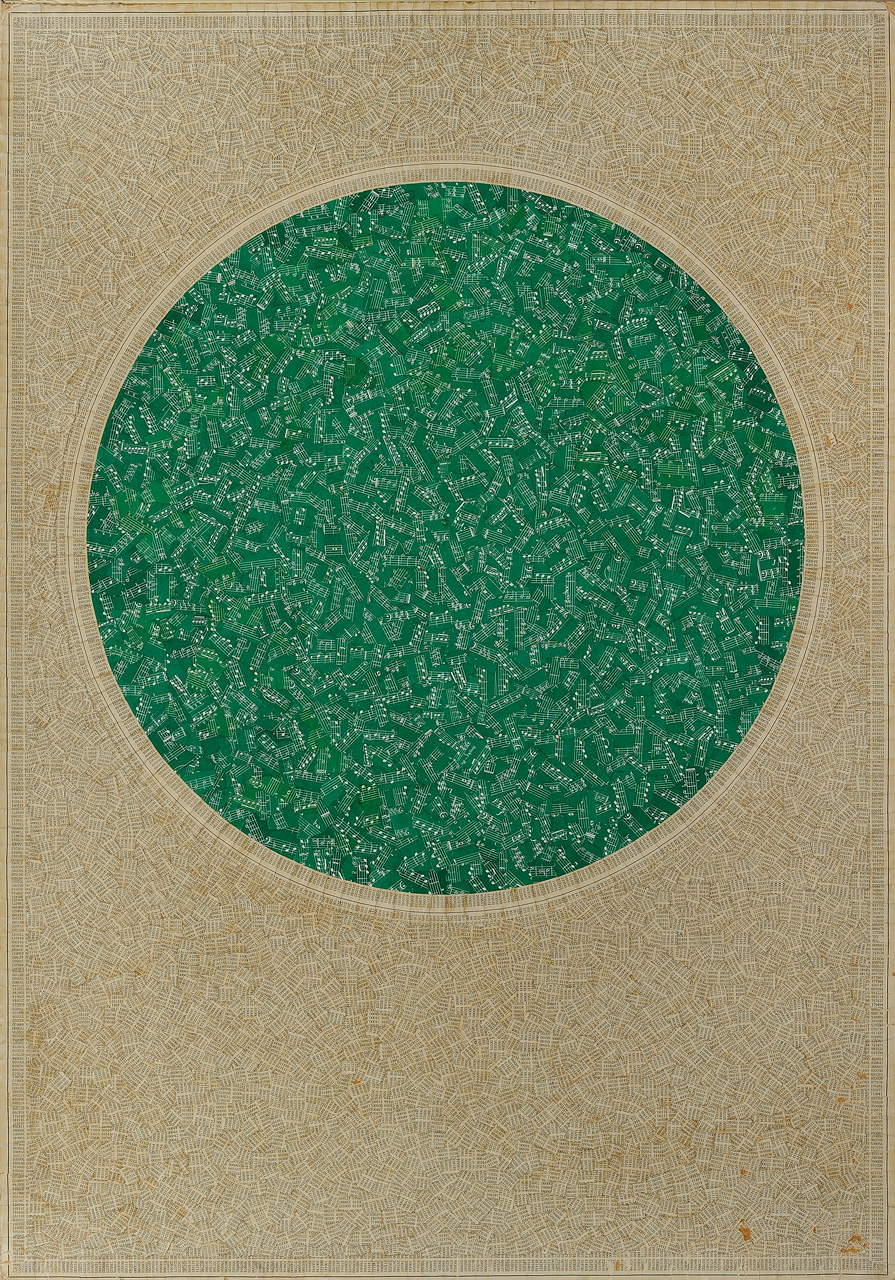
Jiří Kolář, Hudební kruh (1965), reliéfní chiasmáž
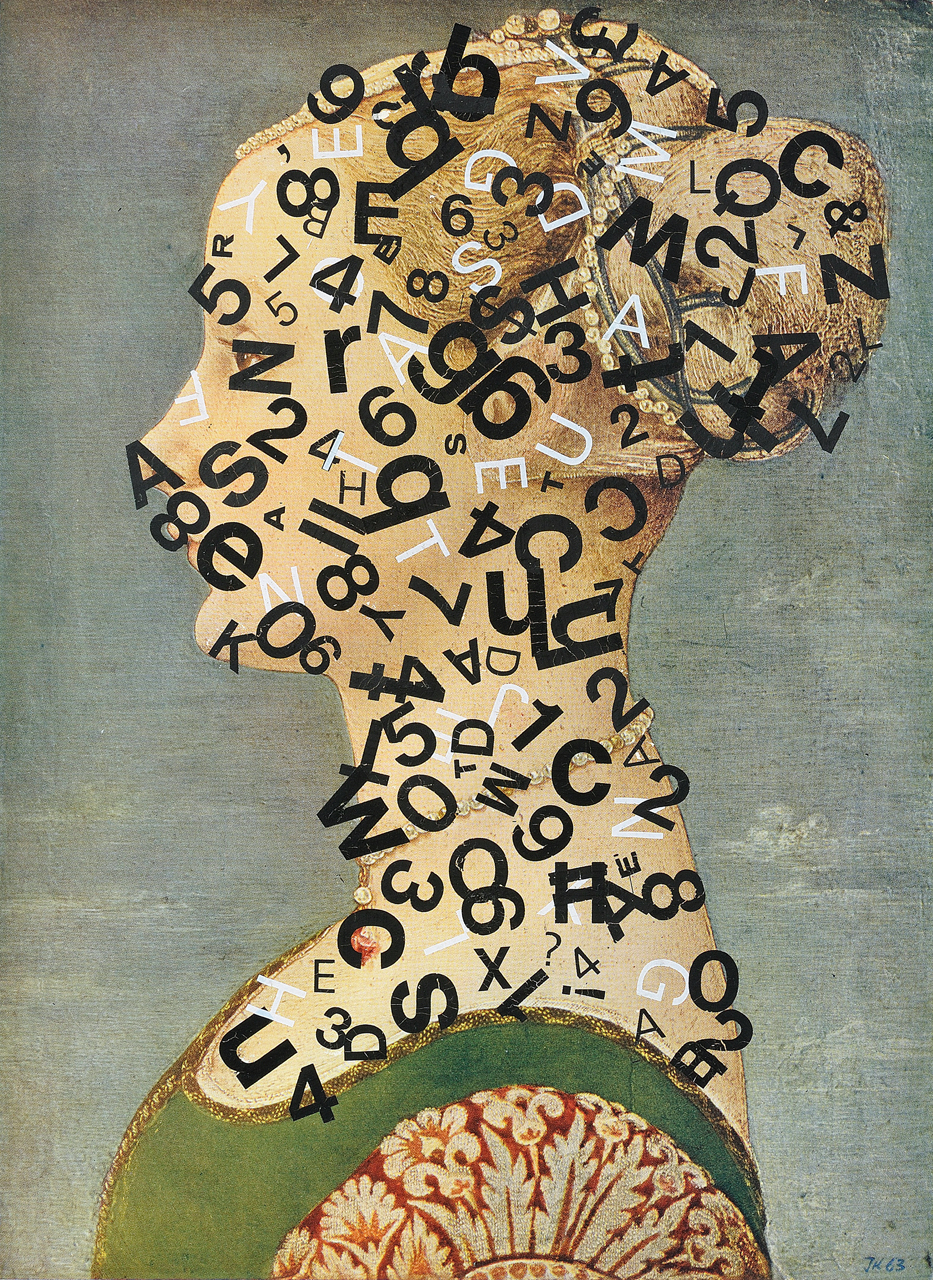
Jiří Kolář, Popisný portrét, 1963, koláž
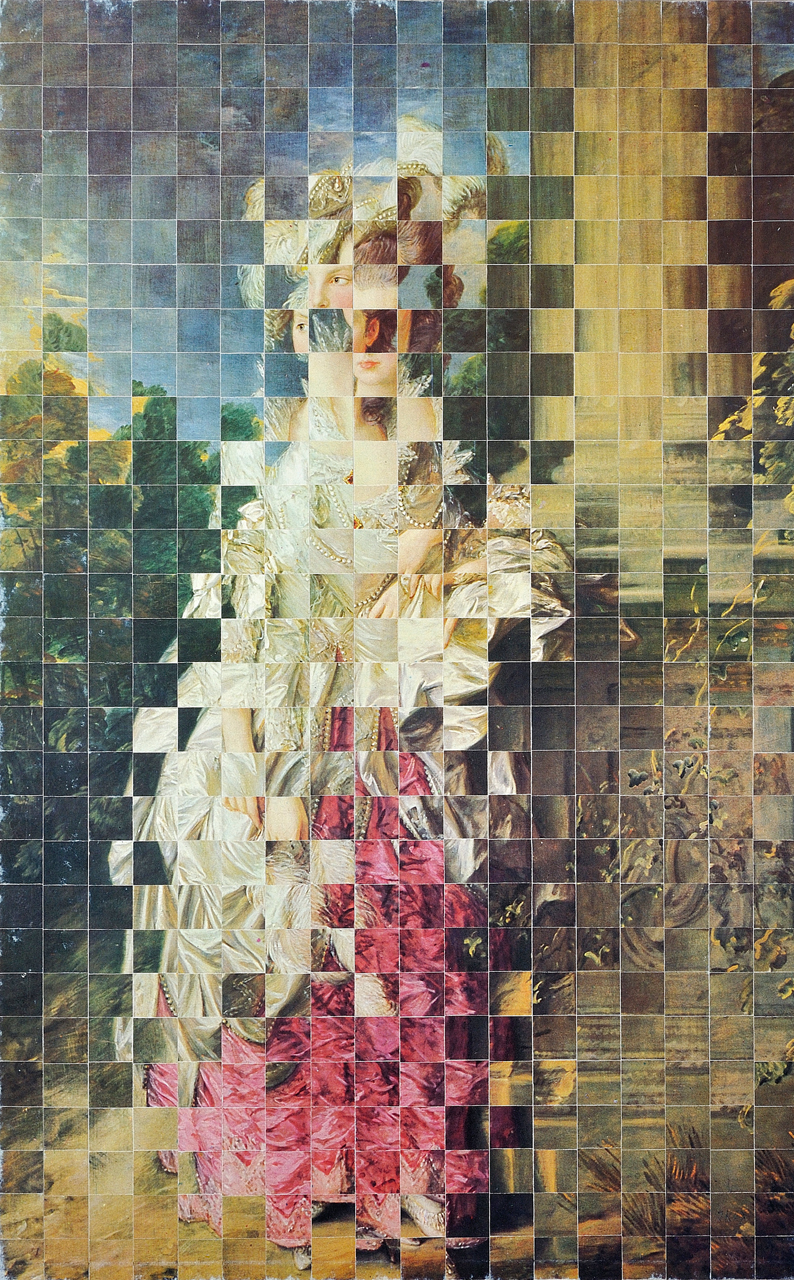
Jiří Kolář, Zamilovaná lady (1967), roláž-kubománie
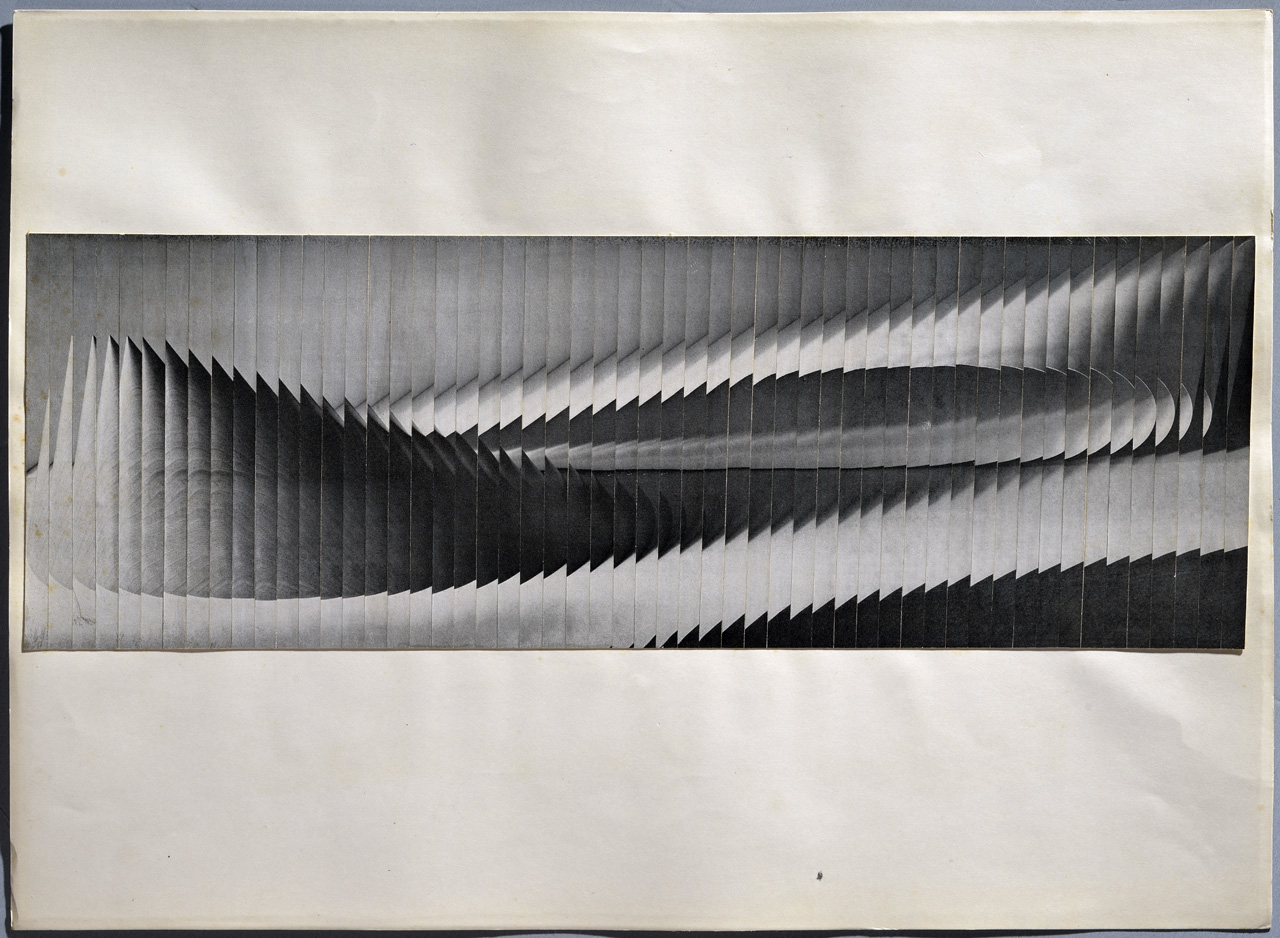
Jiří Kolář, Bez názvu (1959–1962), roláž
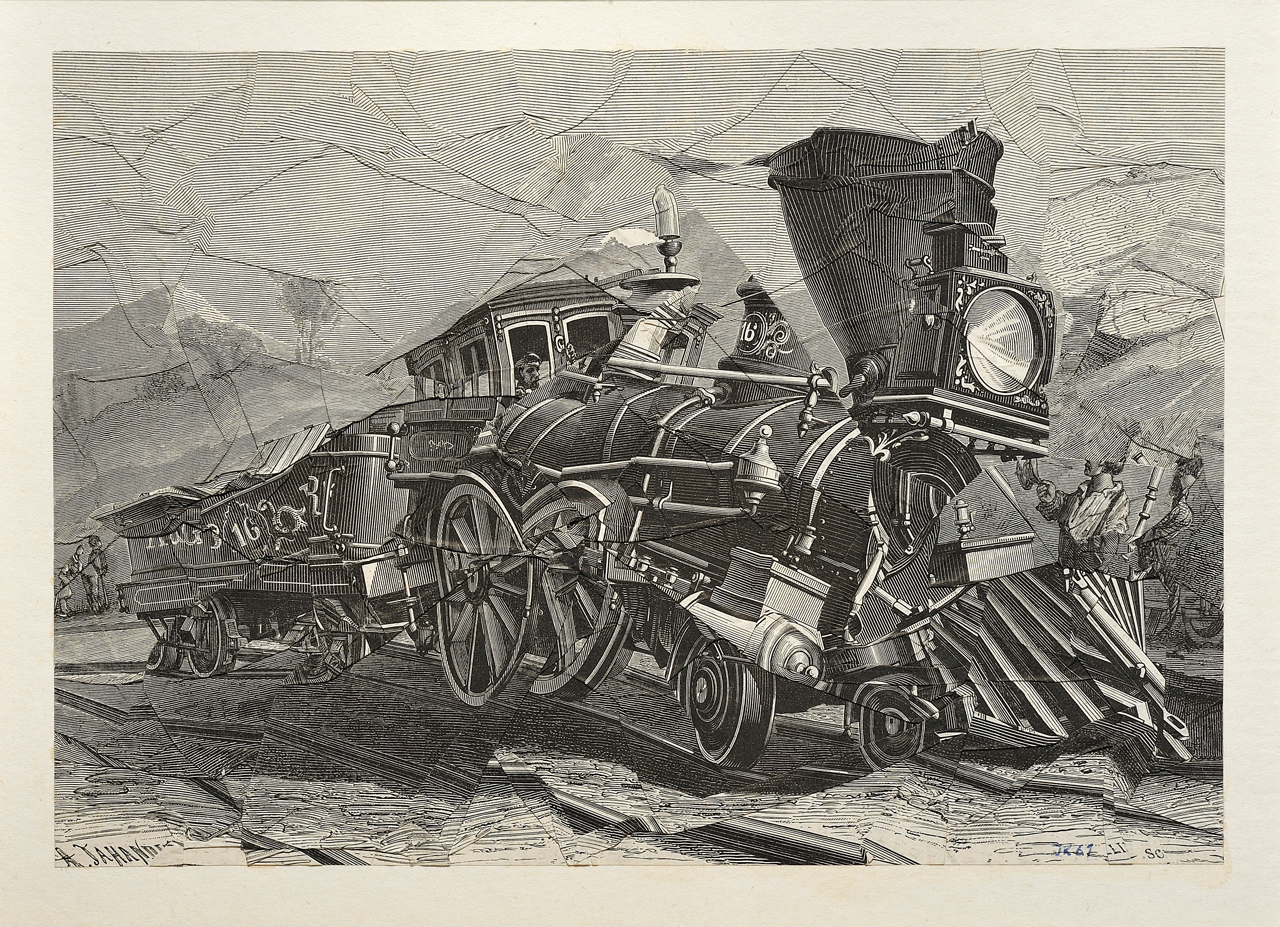
Jiří Kolář, Jednou i ty posluž múze (1962), muchláž
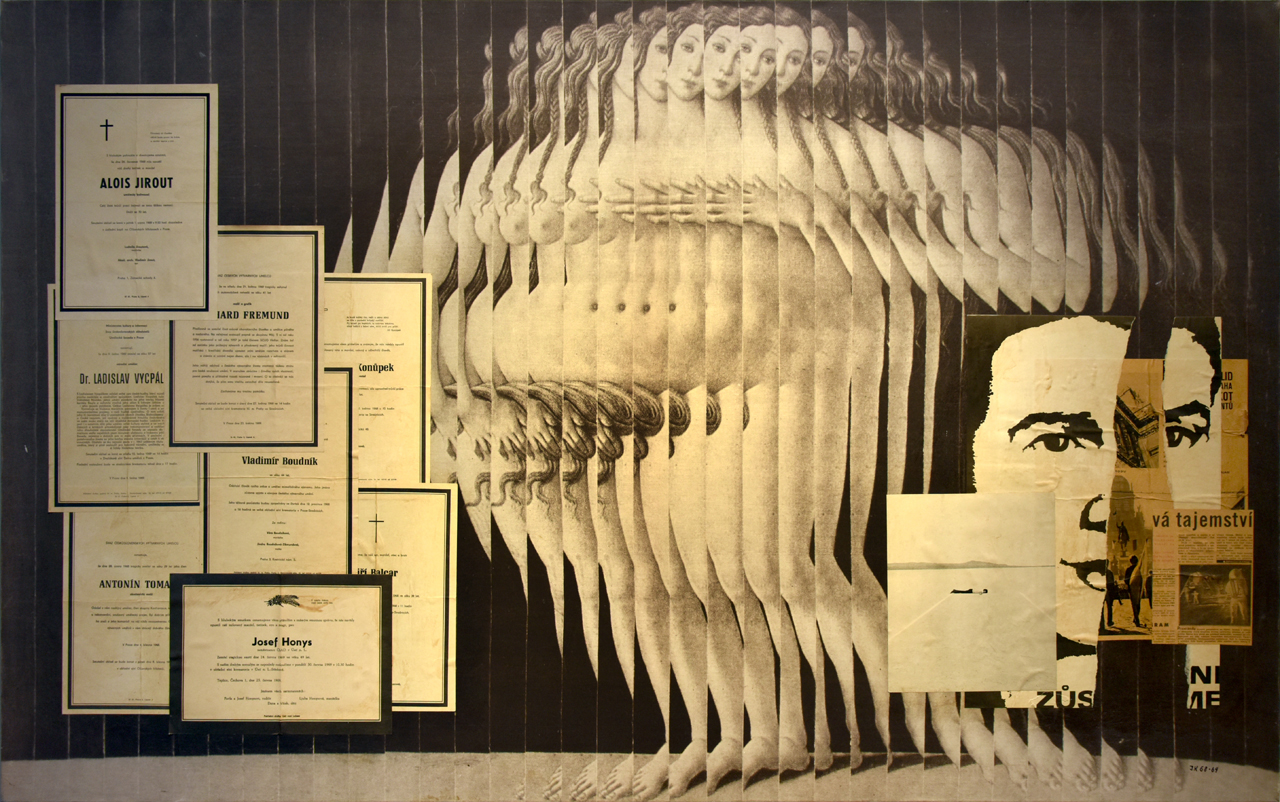
Jiří Kolář, Pocta Palachovi (1968–1969), roláž s koláží
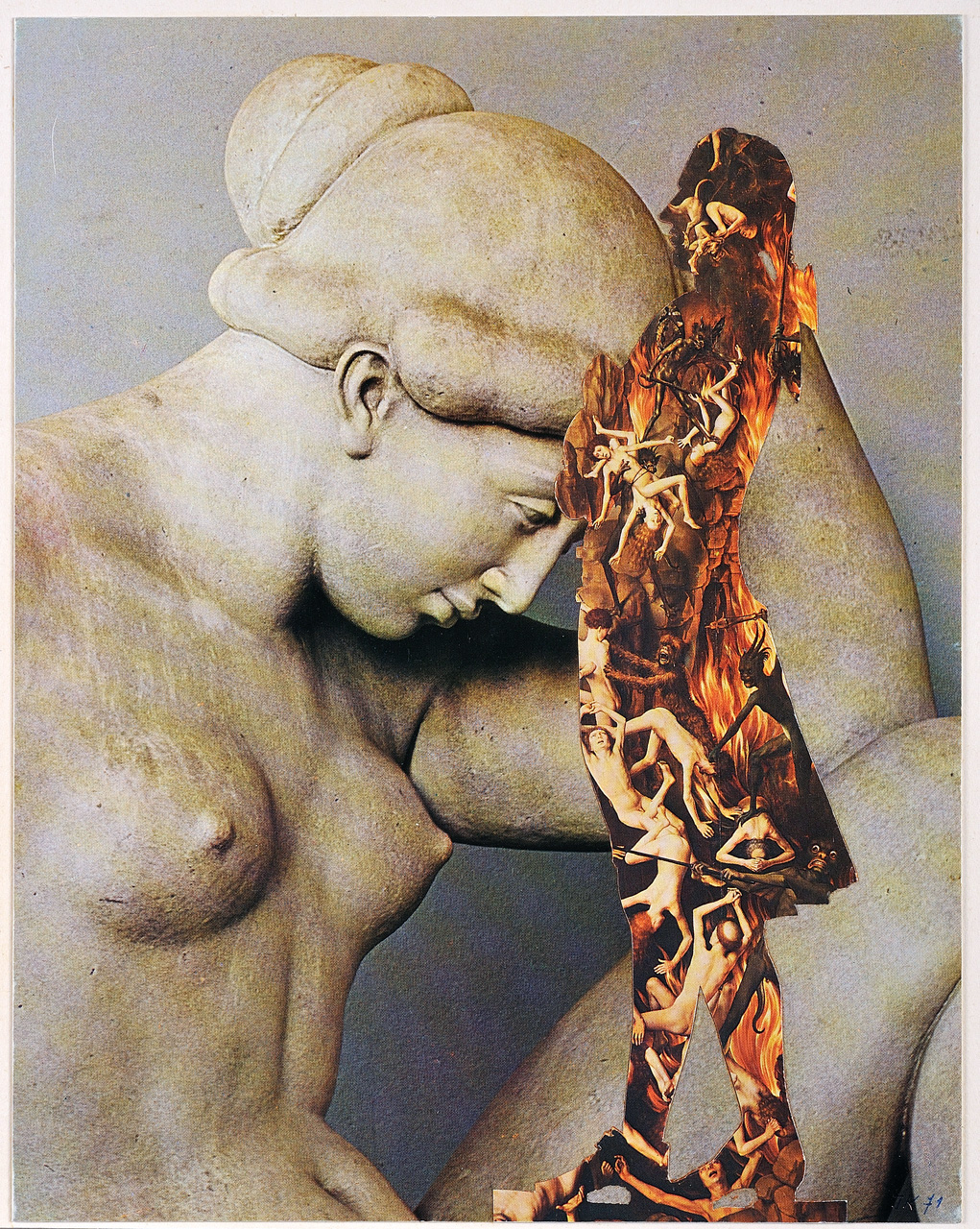
Jiří Kolář, Krásné peklo (1971), proláž
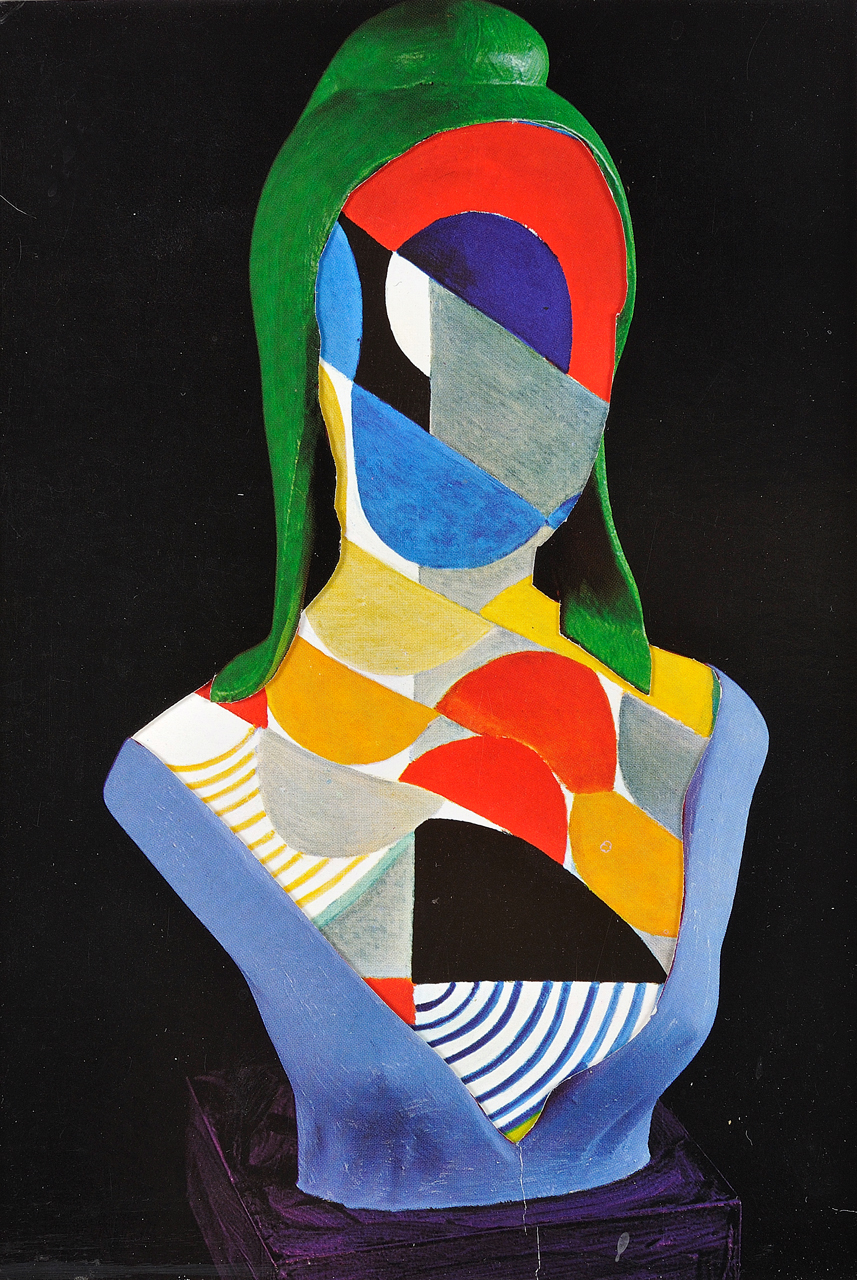
Jiří Kolář, P.F. 89 (1988), interkoláž

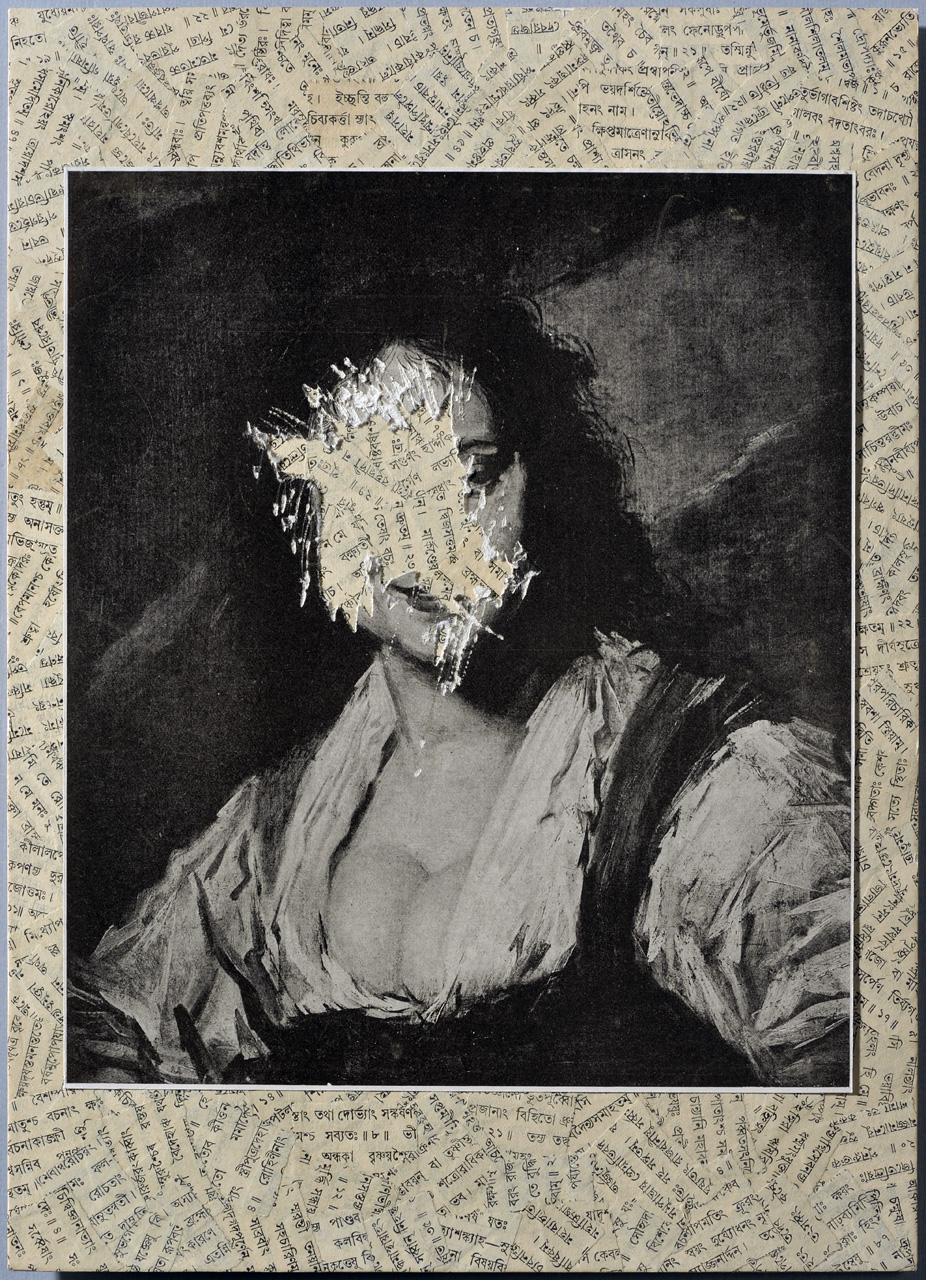
Jiří Kolář, Bez názvu II (1965), škrábaná koláž s chiasmáží
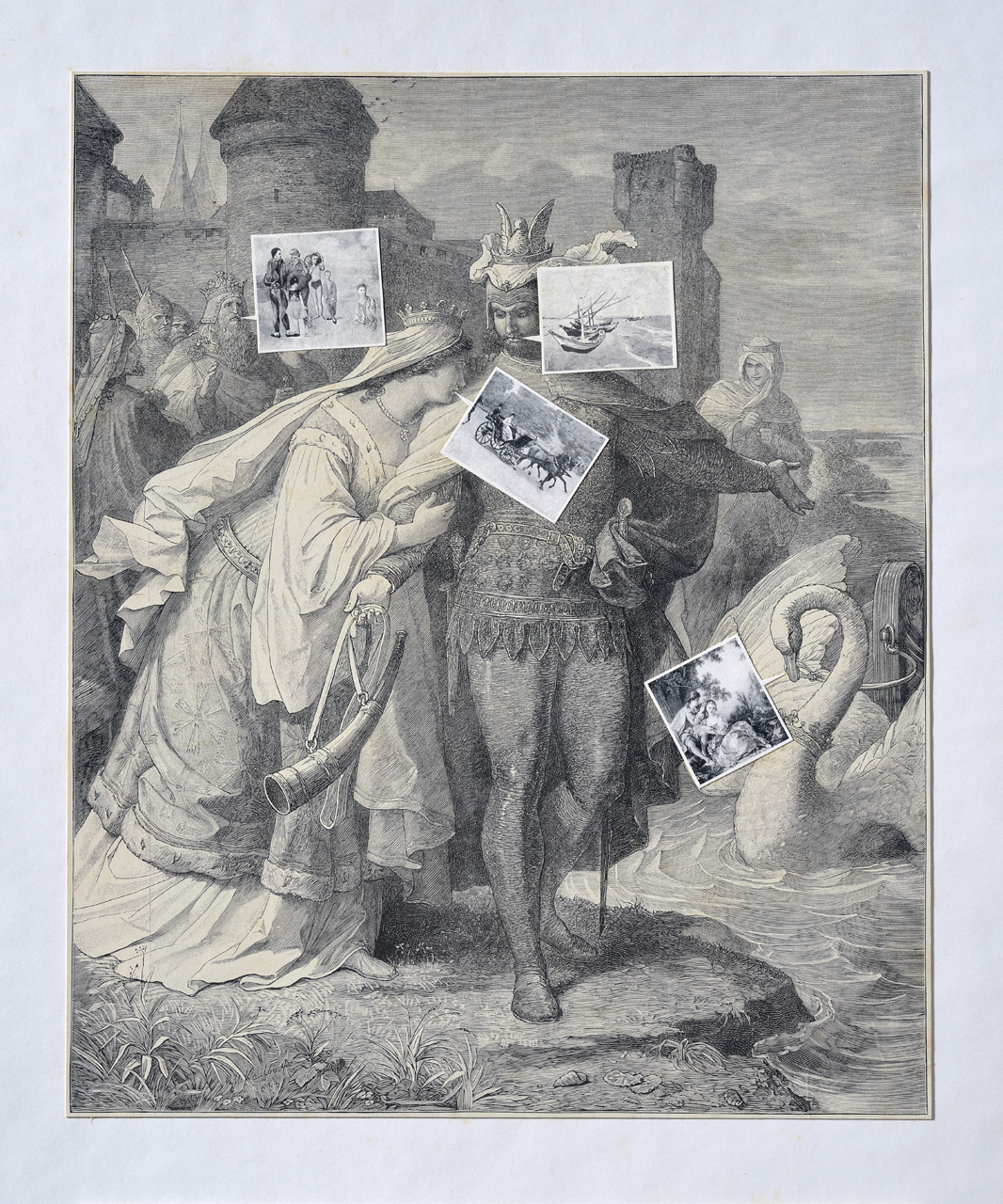
Jiří Kolář, Lohengrin, komiks (1964), koláž
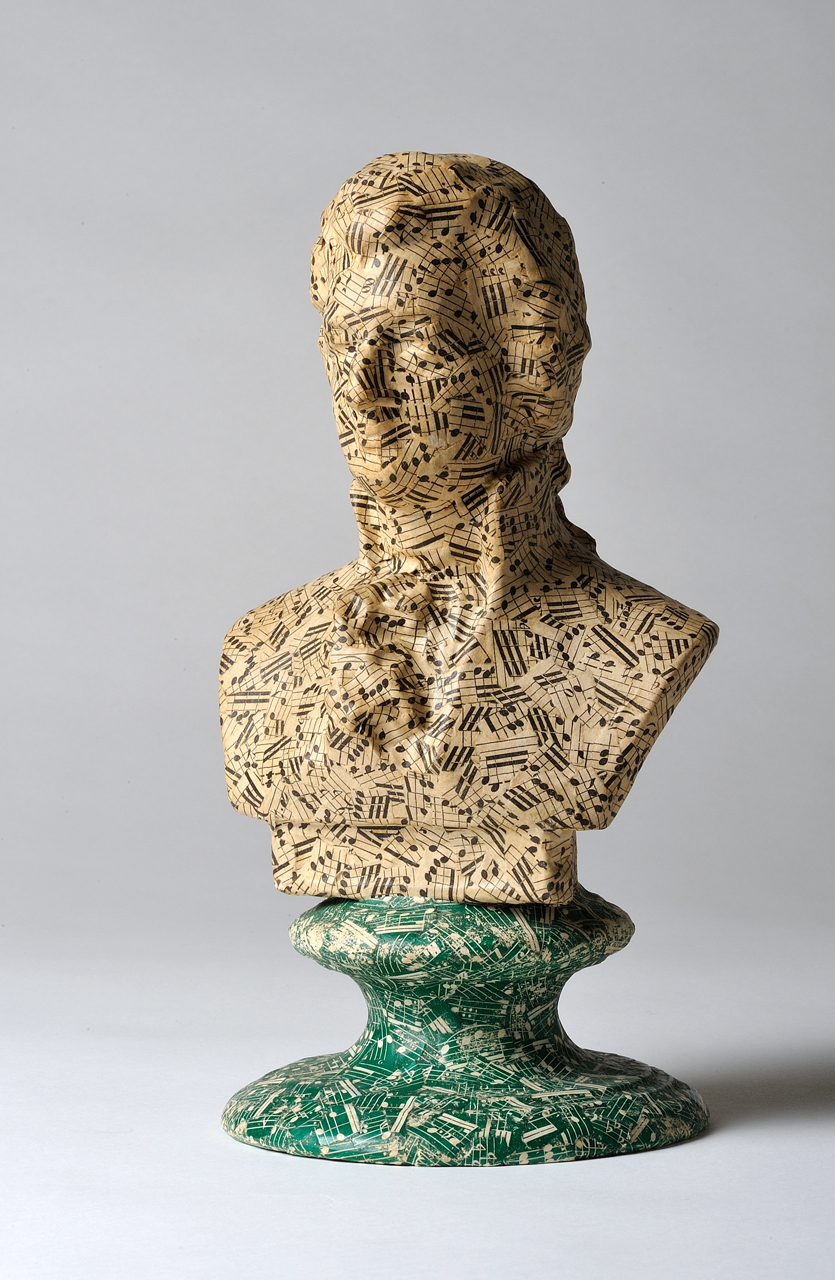
Jiří Kolář, W.A. Mozart (60. léta), chiasmáž, kolážovaný objekt
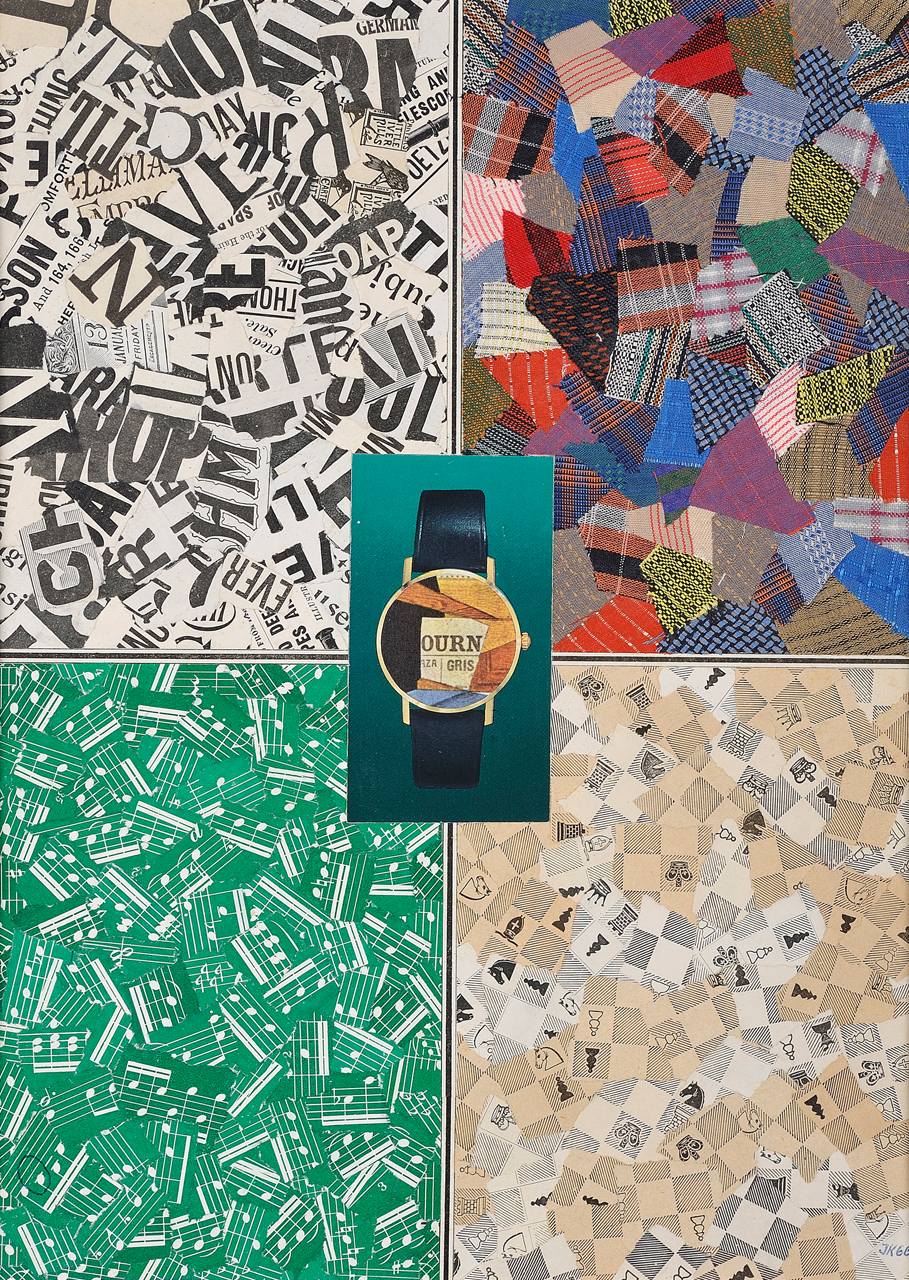
Jiří Kolář, Hodinky Gris (1966), chiasmáž, koláž
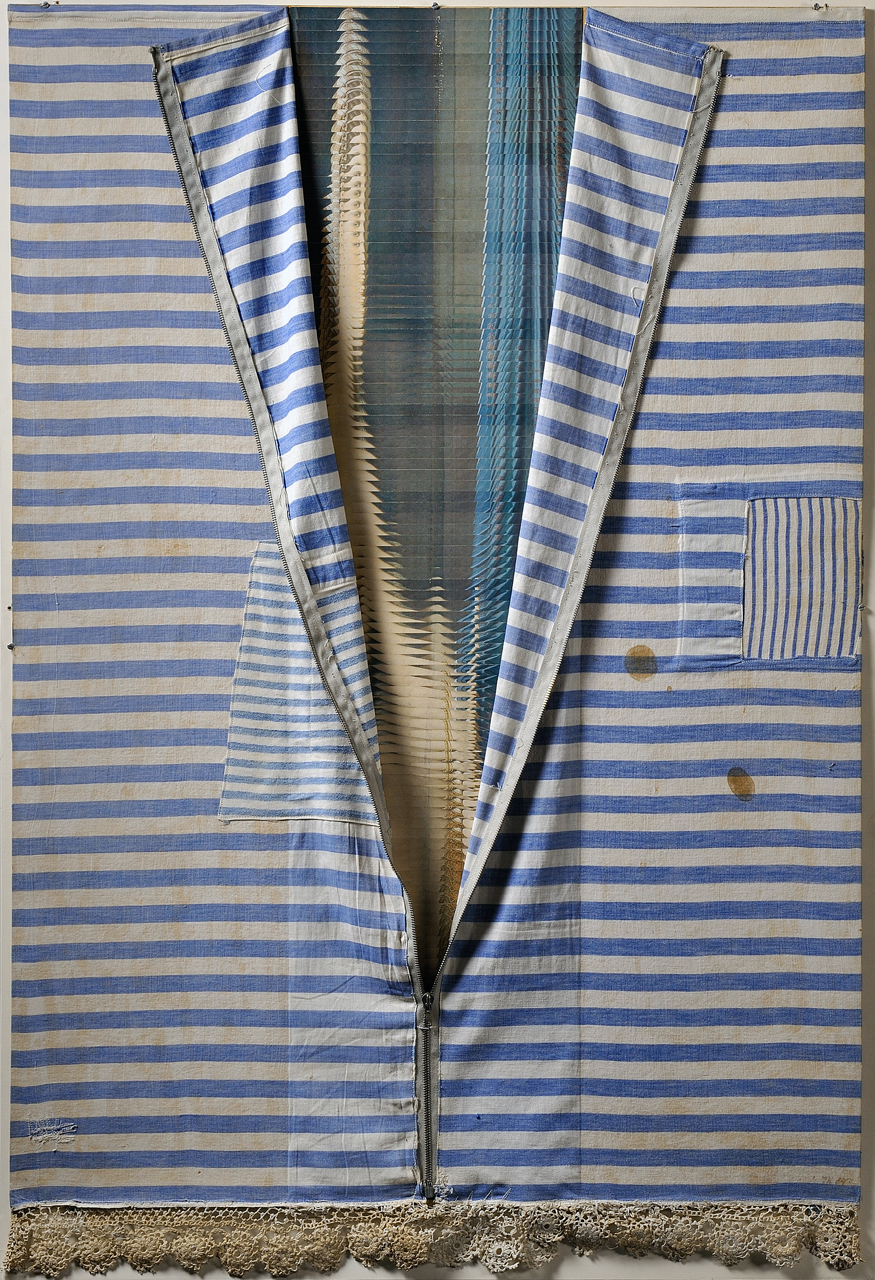
Jiří Kolář, Odaliska (1964), rozepínací koláž, roláž